# Conil de la Frontera (kommunhuvudort)
Conil de la Frontera är en kommunhuvudort i Spanien.   Den ligger i provinsen Provincia de Cádiz och regionen Andalusien, i den södra delen av landet, 500 km söder om huvudstaden Madrid. Conil de la Frontera ligger 42 meter över havet och antalet invånare är 20 984.
Terrängen runt Conil de la Frontera är huvudsakligen platt, men österut är den kuperad. Havet är nära Conil de la Frontera åt sydväst. Närmaste större samhälle är Chiclana de la Frontera, 16,7 km norr om Conil de la Frontera. Trakten runt Conil de la Frontera består till största delen av jordbruksmark.